# 가메오카정
가메오카정(일본어: 亀岡町)은 일본 일본 교토부 미나미쿠와다군에 설치되었던 정이다.